# Anoto
Anoto Group AB (tidigare C Technologies) är ett svenskt bolag vars aktie är noterad på Nasdaq Stockholms Small Cap-lista under namnet ANOT.
Anoto Group är världsledande inom lösningar för digitalt skrivande och har använt sin egenutvecklade teknologi för att utveckla digitala pennor och tillhörande programvara. Dessa digitala pennor används av miljontals människor runt om i världen. Anoto använder sitt mönster, sin optik och sin bildbehandlingsexpertis för att överbrygga mellan analoga och digitala domäner, genom ett initiativ som kallas Anoto DNA (ADNA). ADNA gör det möjligt att unikt och diskret märka fysiska objekt, och sedan enkelt identifiera dessa enskilda objekt med hjälp av allmänt förekommande mobila enheter såsom smartmobiler och surfplattor. ADNA möjliggör möjligheter för produktinnovation, marknadsinsikter och kontroll av distributionskedjan.

## Produkter
Anotos produktsortiment baseras på det mönster som man har patent på.
Anoto utvecklar bland annat digital penna och algoritm för att kunna generera unika mönster som kan tryckas på papper eller andra ytor.
Pennan har en helt vanlig bläckpatron samt innehåller en liten kamera som läser av Anotos patenterade koordinatpunktmönster för att kunna avgöra exakt var på papperet pennan befinner sig. Lösningen är mycket exakt, med en noggrannhet på 0,03 mm.
Unikt för lösningen är bland annat att det finns en koppling mellan det fysiska pappret och den information som skrivs på det utan att man för den skull behöver göra några val, inställningar eller konfigurationer - intelligensen är inbyggd i Anoto-funktionaliteten. Eftersom pappret innehåller det patenterade mönstret vet man vilket papper som använts när man skriver och/eller ritar på det. Man kan då exempelvis trycka eller skriva ut formulär med Anotomönster och koppla själva pappret till en viss person och funktion. När formuläret sedan fylls i vet man vem som fyllt i utan att namn eller liknande identifikationsuppgifter skrivits och informationen kan utan vidare administration skickas till bolagets interna affärs- och verksamhetssystem. Mönstret kan även appliceras på andra ytor än papper. Ett exempel på det är whiteboards. Detta utvecklades inom det bolag som Anoto både förvärvade och sålde 2016 som senare förvärvades av Hoylu. 
Följande pennor produceras eller har producerats av Anoto eller dotterbolag 
- Ericsson Chatpen CHA-30 (tillverkningen har upphört)
- Nokia SU-1B Digital Pen (tillverkningen har upphört)
- Nokia SU-27W (efterföljare till to SU-1B, namnändrat till Logitech io2)
- Logitech io2 Digital Pen
- Logitech io Digital Pen (tidigare version, tillverkning har uppört)
- Maxell Digital Pen (an earlier version might have been discontinued)
- Hewlett-Packard Digital Pen 200 (tillverkning har upphört, namnändrat till Logitech)
- Hewlett-Packard Digital Pen 250
- Fly (pentop computer)
- Tag (LeapFrog)
- Livescribe Pulse Smartpen
- Livescribe Echo Smartpen
- Livescribe Sky WiFi Smartpen
- Anoto Digital Pen DP-201 (Live pen 1)
- Anoto Digital Pen io2 Bluetooth
- Anoto Digital Pen DP-301
- Polyvision Digital Stylus (DP-301)
- Anoto Live pen 2
- Anoto DP-701 (tillgänglig november 2017)

## Affärsmodell
Anoto arbetar genom licensiering av sin teknologi till partnerföretag och jobbar därmed inte direkt med slutkunder. Huvudkategorierna av licenstagare är:
- Pappers- och printföretag som trycker eller skriver ut det mönstrade pappret (t.ex. OKI, Hewlett-Packard)
- Penntillverkare som tillverkar hårdvaran (t.ex. Nokia, Logitech, Maxell, Leapfrog, Livescribe)
- Tjänsteleverantörer som utvecklar och integrerar lösningarna (t.ex. Hitachi, Dai Nippon Printing, Accenture, PenBook)

OKI är den enda skrivarleverantören hittills med ett modellprogram av skrivare som uppfyller Anotos krav för Anoto Qualified Printers. Denna kvalificering säkerställer att det mönstrade pappret fungerar.

## Nackdelar
Anotos system bygger på att man, förutom en speciell penna, också har papper med ett speciellt mönster. Man kan därför inte använda sin vanliga almanacka, anteckningsblock eller formulär för att få in informationen till en dator. För att få in den skrivna informationen krävs att dessa är utskrivna eller tryckta på papper med Anoto-mönster.

## Patent
Anoto har mer än 300 internationella patent och flera ansökningar.
Hösten 2017 förlikades Anoto i flera patenttvister för att kunna fokusera på Anoto DNA.